# Resolució 794 del Consell de Seguretat de les Nacions Unides
La Resolució 794 del Consell de Seguretat de les Nacions Unides fou adoptada per unanimitat el 3 de desembre de 1992. Després de reafirmar les resolucions 733 (1992), 746 (1992), 751 (1992), 767 (1992) i 775 (1992), el Consell "[expressant] greu alarma" sobre la situació a Somàlia va autoritzar la creació de la UNITAF per crear un "entorn segur per a les operacions de socors humanitaris a Somàlia" per tal de proporcionar "elements essencials per a la supervivència de la població civil". La resolució actual va determinar que "la magnitud de la tragèdia humana causada pel conflicte a Somàlia, agreujada encara més pels obstacles que es generen per a la distribució de l'assistència humanitària [constitueix] una amenaça per a la pau i la seguretat internacionals".
El Consell, una vegada més, va condemnar enèrgicament les violacions del dret internacional humanitari i va exigir el cessament de totes les hostilitats de totes les parts implicades, instant-les a cooperar amb el representant especial del secretari general Boutros Boutros-Ghali i els militars, incloent permetre l'accés de personal militar i les organitzacions humanitàries a la població afectada i garantir la seva seguretat. També va autoritzar un desplegament addicional de 3.500 persones de la Operació de les Nacions Unides a Somàlia I (UNISOM I) creada en la Resolució 775 a Somàlia i informant que procedís a discreció del Secretari General.
La resolució va aprovar una recomanació del Secretari General sobre l'adopció d'accions en virtut del Capítol VII de la Carta de les Nacions Unides i va acollir favorablement les ofertes dels Estats membres sobre la creació d'una operació per crear un entorn segur per a operacions humanitàries, que posteriorment es va fer conegut com UNITAF. En el moment del seu informe, el desarmament i el problema de la seguretat no s'havien ressolt. El Consell va autoritzar que els Estats membres adoptessin aquesta acció i nomenin una comissió ad hoc composta per membres del Consell de Seguretat per informar sobre l'aplicació de la resolució actual.
Actuant en virtut dels Capítols VII i VIII de la Carta de les Nacions Unides, el Consell va instar els estats i organismes a assegurar la implementació estricta de l'embargament d'armes contra Somàlia imposada a la Resolució 733. La resolució 794 va acabar per exigir als estats que participen en la UNITAF i al secretari general que informi periòdicament sobre els progressos que estan realitzant a Somàlia per tal que es puguin retornar els acords a UNISOM II.
Uns dies després d'aprovar l'actual resolució, el dia 9 de desembre de 1992, els primers soldats de la UNITAF van arribar a la capital de Somàlia, Mogadiscio. Va ser la primera resolució del Consell de Seguretat que va autoritzar l'ús de la força sota el Capítol VII per lliurar ajuda humanitària que estava sent obstruïda pels senyors de la guerra, i el quart gran compromís militar des de la Guerra Freda, després de la invasió de Kuwait, el desplegament de la força de pau a Cambodja i un altre desplegament de la Força de Protecció de les Nacions Unides a Iugoslàvia.